# 額田六福

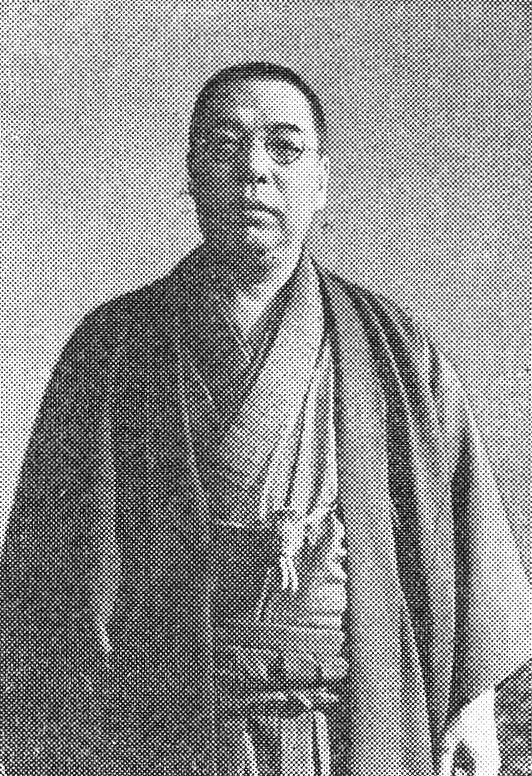

額田 六福（ぬかだ ろっぷく、明治23年（1890年）10月2日 - 昭和23年（1948年）12月21日）は、日本の劇作家・大衆小説作家。岡本綺堂の高弟。翻訳家、額田やえ子の父。

## 生涯
岡山県勝南郡勝田村（現在の勝田郡勝央町）に生まれた。本来の名前はむつとみ。5男2女の末子であった。勝間田尋常小学校のとき父を亡くしたが、家は豊かであった。勝南高等小学校を経て、明治37年（1904年）、津山中学へ進んだが、校則に触れ、京都市の立命館中学へ転じた。
明治41年（1908年）17歳のとき、結核性関節炎になり、翌年右腕切断の手術を受けた。脊髄カリエスも病んだ。
明治44年の「演藝画報」誌の懸賞に、勝間田町から『踏絵』を応募して落選したが、その選者岡本綺堂に、入門を願って快諾を得、原稿を送り添削を受け推敲を重ねるという、通信指導を受けた。大正3年（1914年）から、俳句や小説を、雑誌や新聞へ投稿するようになった。
大正5年（1916年）26歳のとき、上京し、綺堂の世話も受けて下宿生活を始め、早稲田大学文学部英文科に編入入学した。この年「新演芸」誌の懸賞に、『出陣』が坪内逍遙の評価を得て当選し、大正6年正月の歌舞伎座で上演された。また、同4月新富座で旗揚げした沢田正二郎の新国劇に、『暴風雨のあと』が取り上げられるなど、作家生活への道が開けた。
さかんに書き、当選もした。大正8年（1919年）『小梶丸』を新国劇が演じて当て、沢田正二郎と近づいた。大正9年4月、綺堂夫妻の媒酌のもとに結婚し、東京市外高田町（現在の東京都豊島区目白）に住んだ。のち2男1女を得た。同年7月、早稲田大学を卒業した。大衆雑誌・少年少女雑誌にも書いた。
大正15年（1926年）1月、沢田正二郎の『白野弁十郎』が大当たりし、以降新国劇の得意狂言となり、沢田正二郎、島田正吾、緒形拳と、「弁十郎」の系譜が続いている。エドモン・ロスタン作シラノ・ド・ベルジュラックの、楠山正雄訳を、六福が翻案した台本である。
昭和2年（1927年）37歳のとき、杉並町阿佐ヶ谷（現在の杉並区阿佐谷北3丁目）に家を建てて移転した。あたかも実家が破産し、資金は、綺堂からの借金に頼った。
昭和5年（1930年）1月、岡本綺堂監修の月刊演劇雑誌「舞台」が創刊され、六福宅が「舞台社編輯部」となり、投稿への短評や編集後記などの執筆が、多用を増した。頭痛・肉腫・
痔・蓄膿など多病でもあった。
綺堂が没した昭和14年（1939年）からは、「舞台」誌発行の中心になったが、十五年戦争下の世情で翌年廃刊に追い込まれた。
戦争中は、時局にかなう愛国的な作品も書いた。太平洋戦争開戦直後、脳溢血の発作を起こした。農村青年劇に力を入れた。空襲の始まった昭和19年（1944年）末、郷里へ疎開し、翌年秋、阿佐ヶ谷の自宅へ戻り、2回目の発作に倒れた。それでも、2巻の児童劇集を編んだ。
昭和22年（1947年）7月に『舞台』誌の復刊に漕ぎつけたものの、誌友間の対立で頓挫した。その対立の調停中、3回目の発作に倒れ、昭和23年（1948年）12月21日、呼吸不全のために没した。58歳。多磨霊園20区1種12側に葬った。

## おもな著作
著作年表は、『近代文学研究叢書第65巻』に、詳細にまとめられているので、このページの記述に関係ある分の初出のみ、列記する。標題が太字の本は、2008年現在、古書の目録に見られる。
- 戯曲『出陣』：新演芸（1917年1月）
- 戯曲『小梶丸』：1918年 初、新演芸に応募落選
- 戯曲『月光の下に』：新演芸（1918年9月）
- 戯曲『晩鐘』：舞台評論（1921年3月）
- 戯曲『冬木心中』：演芸画報（1921年4月）
- 戯曲『真如』：新演芸（1921年4月）
- 戯曲『彼岸の夕』：ふたば集2（1921年5月）
- 戯曲『山本勘助』：ふたば集3（1921年10月）
- 戯曲『寛永遺聞』：演劇画報（1922年2月）
- 戯曲『天一坊』：舞台評論（1924年9月）
- 戯曲『坊主才右衛門』：週刊朝日（1925年1月）
- 戯曲『白野弁十郎』：舞台評論（1926年2月）
- 小説『青貝師』：講談倶楽部（1926年2月）
- 戯曲『義満と世阿弥』：演芸画報（1929年12月）
- 戯曲『大岡越前守と天一坊』：舞台戯曲（1930年7月）
- 戯曲『呼子鳥』：日曜報知（1931年6月）
- 戯曲『物くさ太郎』：舞台（1931年8月）
- 戯曲『夕霧供養』：舞台社 舞台叢書4（1934年8月）
- 戯曲『金鉱』：舞台（1936年1月）
- 大楠公 (1936年)
- 戯曲『静と義経』： （1937年12月）
- 戯曲『鳥人』：舞台（1939年6月）
- 小説『お役者文三江戸捕物帖』：楽浪書店（1940年）
- 小説『建武報告記』：古明地書店（1942年5月）
- 勤労青年脚本集『忠霊塔』：国民社（1942年12月）
- 小説『川中島』、三国出版社（1943年6月）
- 児童劇集『光の塔』、愛育社（1946年11月）
- 児童脚本集『世界の花』：世界社（1948年9月）（『百花物語』を含む）

## 上演・映画化など
六福が創作・脚色・翻案した台本の、88篇が舞台で上演され、3篇が映画化によって初公開され、数篇がラジオ・ドラマになっている。再演や、映画化されたのちに舞台上演されたなどは、これらの数字に含まない。

### 上演
1917年から2006年までに上演された525件の、年ごとの変化はつぎであって、六福の才が大正末期に開き、昭和の戦争に凋んだ経過が知られる。（同じ劇団の同じ劇場における連続上演を1件、と数えている）
1917年（3件）。18年（3）。19（4）。21（3）。22（18）。23（5）。24（12）。25（4）。26（13）。27（11）。28（9）。29（5）。30（8）。31（10）。32（14）。33（13）。34（10）。35（7）。36（12）。37（9）。38（4）。39（1）。40（2）。41（10）。42（5）。43（1）。44（1）。1947年（3件）。以降略。
上演件数のベスト・テンは、つぎである。
『白野弁十郎』（28件）。『真如』（21）。『冬木心中』（20）。『大岡越前守と天一坊』（9）。『小梶丸』（7）。『晩鐘』（7）。『月光の下に』（5）。『天一坊』（5）。『坊主才右衛門』（5）。『彼岸の夕』（4件）。

### 映画化
外部リンクの「額田六福の映画」に、16本が載っている。うち最古の1924年作と最新の1955年作（映画の題名は『いろは囃子』）とを含む5本が、『冬木心中』である。
つぎの3本は映画化により「初演」された。
- 『天一坊と伊賀亮』、牧野省三・衣笠貞之助監督、市川猿之助・市川八百蔵出演、マキノ・プロ（1926）
- 『金鉱』、寺門静吉監督、夏川大二郎・歌川絹枝出演、第一映画（1936）
- 『鳥人』、丸根賛太郎監督、嵐寛寿郎出演、日活京都（1940）

## 閲覧出来そうな図書
- 「志村有弘編 捕物時代小説選集1 春陽文庫（1999）」の中の、額田六福：『青貝師』
- 渡辺やえ子編：額田六福戯曲集、青蛙房（1969）（『出陣』『小梶丸』『寛永異聞』『冬木心中』『真如』『山本勘助』『天一坊』『物くさ太郎』『夕霧供養』『静と義経』『百花村物語』『お山の小坊主』）

編者は、六福の長女額田やえ子。
- 夕霧供養、舞台社 舞台叢書4（1934）（『義満と世阿弥』『夕霧供養』『英雄』『呼子鳥』）
- 「日本戯曲全集第37巻 現代篇第5輯、春陽堂（1928）」の中の「額田六福篇」。（『出陣』『真如』『冬木心中』『天一坊』『山本勘助』『月光の下に』『小梶丸』）